# Musashi Mizushima
Musashi Mizushima (水島 武蔵 Mizushima Musashi?, nacido el 10 de septiembre de 1964 en Tokio) es un exfutbolista japonés que se desempeñaba como centrocampista y entrenador.

## Clubes

### Como futbolista
| Club             | País   | Año         |
| ---------------- | ------ | ----------- |
| São Paulo        | Brasil | 1984 - 1985 |
| São Bento        | Brasil | 1986        |
| Portuguesa       | Brasil | 1987 - 1988 |
| Santos           | Brasil | 1988        |
| Hitachi          | Japón  | 1989 - 1991 |
| Yokohama Flügels | Japón  | 1991 - 1992 |

### Como entrenador
| Club         | País  | Año  |
| ------------ | ----- | ---- |
| Fujieda MYFC | Japón | 2014 |